# سالسوماجوره ترمه
سالسوماجوره ترمه (به ایتالیایی: Salsomaggiore Terme) یک کومونه در ایتالیا است که در استان پارما واقع شده‌است.

## خصوصیات
سالسوماجوره ترمه ۸۱٫۶۸ کیلومترمربع مساحت و ۲۰٬۱۷۷ نفر جمعیت دارد و ۱۵۷ متر بالاتر از سطح دریا واقع شده‌است.

## خواهرخوانده
شهرهای Luxeuil-les-Bains، حمام الانف، یالتا، اکس-له-بن و کوترو خواهرخوانده‌های سالسوماجوره ترمه هستند.